# ريك سبرينغفيلد
ريك سبرينغفيلد (بالإنجليزية: Rick Springfield)‏ (و. 1949  م) هو موسيقي، ومغن مؤلف، ومغني، وملحن، وممثل أفلام من الولايات المتحدة، وأستراليا، ولد في سيدني، شارك في Live Aid ‏، يستخدم آلات بيانو.

## وصلات خارجية
- ريك سبرينغفيلد على موقع IMDb (الإنجليزية)
- ريك سبرينغفيلد على موقع ألو سيني (الفرنسية)
- ريك سبرينغفيلد على موقع ميوزك برينز (الإنجليزية)
- ريك سبرينغفيلد على موقع رولينغ ستون (الإنجليزية)
- ريك سبرينغفيلد على موقع تيرنر كلاسيك موفيز (الإنجليزية)
- ريك سبرينغفيلد على موقع أول موفي (الإنجليزية)
- ريك سبرينغفيلد على موقع قاعدة بيانات برودواي على الإنترنت (الإنجليزية)
- ريك سبرينغفيلد على موقع قاعدة بيانات برودواي على الإنترنت (الإنجليزية)
- ريك سبرينغفيلد على موقع قاعدة بيانات الأفلام السويدية (السويدية)
- ريك سبرينغفيلد على موقع إن إن دي بي (الإنجليزية)